# پینک هیل (کارولینای شمالی)
پینک هیل (به انگلیسی: Pink Hill) شهری در ایالت کارولینای شمالی کشور ایالات متحده آمریکا است که جمعیت آن در سرشماری سال ۲۰۱۰ میلادی، ۵۵۲ نفر بوده‌است.